# Sokolica (Góry Sowie)
Sokolica – wzniesienie (915 m n.p.m.) w południowo-zachodniej Polsce, w Sudetach Środkowych, w Górach Sowich.

## Położenie i opis
Wzniesienie położone w północno-zachodniej  części pasma Gór Sowich, na północny wschód od Przełęczy Sokolej, około 1,8 km na północny zachód od centrum miejscowości Sokolec.
Wzniesienie o stromych zboczach i kopulastym, małym niewidocznym wierzchołku, wyrastającym minimalnie, z południowo-zachodniego zbocza Wielkiej Sowy, tworzącego mały grzbiet, opadający w kierunku Przełęczy Sokolej.
Góra zbudowana z prekambryjskich gnejsów, nazywanymi gnejsami sowiogórskimi. Na zachód od wierzchołka występują pojedyncze skały gnejsowe.
Wierzchołek i zbocza w części porośnięte lasem świerkowym regla dolnego, z niewielką domieszką drzew liściastych.
Na południowym zboczu znajdują się dwa górskie schroniska: Orzeł i Sowa oraz trasy narciarskie z wyciągami. Na południowym zboczu poniżej szczytu, przy czerwonym szlaku znajduje się uszkodzony kamienny obelisk poświęcony Carlowi Wiesenowi.
Ze względu na bardzo słabo zarysowany wierzchołek przedwojenna kartografia niemiecka nie uznała Sokolicy za odrębną górę w sensie formalnym, stąd też brak niemieckiego odpowiednika dla polskiej nazwy.
Wzniesienie położone na terenie Parku Krajobrazowego Gór Sowich.

## Turystyka
W okolicy góry  przechodzą szlaki turystyczne:

Piesze:
- czerwony – fragment Głównego Szlaku Sudeckiego prowadzący partią grzbietową przez całe Góry Sowie przechodzi wschodnim zboczem parę metrów poniżej szczytu,
- zielony – z Nowej Rudy przez Wzgórza Włodzickie na Wielka Sowę prowadzi wschodnim podnóżem.

Narciarski:
- czerwony – ze schroniska Zygmutówka do Andrzejówki.